# 2010年至2011年天水圍飛馬賽季
2010年至2011年球季是天水圍飛馬的第3個球季，同時是連續第3季在香港最高級別聯賽的香港甲組足球聯賽角逐。本季飛馬將會首次參與洲際賽事，以2009年－10年香港足總盃冠軍身份代表香港參加2011年亞洲足協盃。今屆球隊請來了前東方的前教練陳曉明執教，是球隊首次任命本土主帥。

## 季前熱身賽
球隊於7月中正式開操，並約戰了上屆聯賽冠軍的南華於跑馬地遊樂場友賽，結果飛馬旗開得勝，小勝對手2-0。
及後，飛馬再約戰本季新升班，依然未有外援而只能以全華班應戰的屯門，憑新加盟的中村祐人及高梵各自梅開二度，加上李康廉的錦上添花，以5-0大破對手。
原定飛馬會於8月中旬到新加坡集訓兩星期，但由於當地正舉辦青年奧林匹克運動會，因而計劃被迫告吹，改為到泰國集訓6天。在集訓前飛馬約戰了由前主帥列卡度執教的晨曦，因為後防多次犯錯，令飛馬的後防如同虛設。最終晨曦憑著巢鵬飛上半場5分鐘的入球，以及卡爾完場前的入球以2-0擊敗飛馬。
飛馬8月21日起程前往泰國，進行為期6天的集訓，並於當地友賽3場。抵步後翌日，飛馬面對著泰超冠軍級球會BEC特羅薩薩納。面對對方強陣出戰，飛馬實力明顯不及對手，總共失了5球，僅能憑藉中村祐人的入球「破蛋」。
賽事翌日飛馬亦轉到春武里，對陣泰超另一支冠軍級球會春武里，結果小勝1-0。休息一天後，飛馬再出戰另一支泰超球隊曼谷玻璃，在疲累、後防犯錯的交迫之下，飛馬竟然大敗1-8，只得靠伊達的十二碼「破蛋」。總結集訓成績，飛馬取得1勝2負的成功，入3球失13球。
| 2010年7月22日 友賽 | 南華 | 0 – 2 | 天水圍飛馬 | 香港, 跑馬地                      |
|                    |      |       |            | 場館： 跑馬地遊樂場 入場人數： － |

| 2010年7月30日 友賽 | 天水圍飛馬               | 5 – 0 | 屯門 | 香港, 青衣                        |
|                    | 李康廉 · 中村祐人 · 高梵 | 報告  |      | 場館： 青衣東北公園 入場人數： － |

| 2010年8月14日 友賽 | 天水圍飛馬 | 0 – 2 | 晨曦                 | 香港, 何文田                              |
| 11:00 HKT          |            |       | 巢鵬飛 5' · 卡爾 82' | 場館： 何文田配水庫公園球場 入場人數： － |

| 2010年8月22日 友賽 | BEC特羅薩薩納                                                           | 5 – 1 | 天水圍飛馬 | 泰國, 曼谷                     |
| 16:00 THT          | Anon Sangsanoi · Teeratep Winothai · Prompong Kransumrong · Arnon Budpa | 報告  | 中村祐人   | 場館： BEC特羅薩薩納農卓體育場 |

| 2010年8月23日 友賽 | 春武里 | 0 – 1 | 天水圍飛馬 | 泰國, 春武里           |
| 16:00 THT          |        |       |            | 場館： IPE春武里體育場 |

| 2010年8月25日 友賽 | 曼谷玻璃 | 8 – 1 | 天水圍飛馬       | 泰國, 巴吞他尼  |
| 18:00 THT          | 猿田浩得 8' 19' · Paul Ekollo 45+' · Chatree Chimtalay 66' 78' · Anawin Jujeen 77' · Peerapong Pichitchotirat 82' · Samuel Ajayi 85' | 報告  | 伊達 50'（pen.） | 場館： 里奧球場 |

## 港甲

### 第1至5輪
飛馬於聯賽第一役即遇上有前西甲外援助陣的傑志，比賽勢均力敵。飛馬有麥保美右路窄位起腳抽射省中對方球員後中橫楣彈出，而傑志在完場前亦有蘇來強主射罰球中柱彈出。最後雙方皆無法取得入球，0-0握手言和，各得1分。
第二輪面對港會，飛馬以大勝一場重振聲威。14分鐘，高梵接應張健峰的直傳推入禁區起腳遠柱破網，飛馬領先1-0完上半場。下半場戰火連年，先有高梵接應入替的黎耀昌的長傳，挑過門將射入，領先2球。然而飛馬在入球後表現下降，被港會搶回一些攻勢，賴文飛更在禁區內踢跌對手，港會由費沙射入十二碼扳回一成。及後戰情膠著，直至76分鐘由後備入替的李靈峰接應伊達直傳突破越位射入，重新激活了飛馬。及後，飛馬再由李康廉及高梵各入1球，最終大勝港會5-1。
飛馬於9月18日再次出戰新界打吡，作客挑戰球隊有多名主力離隊的大埔。高梵在開賽僅僅2分鐘便接應黎耀昌右路的傳球門前大腳抽入，加上在14分鐘靠速度壓過基頓，扭過門將彭梓健後射入空門，飛馬在14分鐘便領先至2-0。正當飛馬球迷認為可以輕易取勝時，飛馬的後防卻犯錯連連。先有何國泉判斷失誤，被「壽星仔」李圳業起腳射入，加上賴文飛在禁區踢跌安基斯，由葉佳射入，飛馬在短短16分鐘連失兩球，雙方重回同一起跑線。雖然飛馬及後有中村祐人射入「世界波」打破入球荒，但飛馬卻在完半場前先後被安基斯及李圳業射入，飛馬由領先變成落後。下半場雙方各有一次射中門框，但最後再沒有增添紀錄，大埔一洗上季三負的敗績，贏得今屆首場新界打吡。
飛馬在新界打吡落敗後，於9月23日造訪小西灣運動場挑戰公民。飛馬上季在此以1-4落敗，創下球隊最大的敗仗。然而飛馬今趟卻一雪前恥，大破對手。先有伊達於14分鐘以擅長的罰球，射穿人牆遠柱入網，射入今屆的第一球。其後戰情膠著，飛馬更有卓卓領紅被逐。但其後高梵卻大發神威，先在71分鐘接應梁子駿的傳中射入，然後在87分鐘乘公民後防及門將謝德謙出錯射入空門，補時階段高梵再以一人之力突破公民後防射入，最後飛馬大勝4-0，高梵穩佔射手榜首位。
聯賽在國際賽期後重燃戰火，飛馬繼續作客之旅，造訪四海流浪。飛馬開賽即向對手施壓，可惜陳銘剛30多碼的射門卻中門楣彈出。戰至23分鐘，伊達接應李康廉的直傳，突破越位近門射入，飛馬領先1球。3分鐘後，有越位嫌疑的馬高遜頭鎚建功，四海流浪迅速扳成平手。在半場戰平的情況下，飛馬憑伊達於61分鐘利用罰球機會，在人牆的下方射入，助飛馬力挫對手，全取3分。

### 第6至9輪
飛馬在主場，迎來了首次的西北打吡，主場迎戰新升班的屯門。上半場飛馬主動壓迫，李康廉禁區頂起腳射門中柱彈出，及後伊達禁區頂抽射被魏釗撲出後中村祐人門前混戰補中入網惜越位在先。戰至32分鐘，甄栢朗於禁區內疑似侵犯李康廉，伊達主射十二碼為飛馬打開記錄。下半場僅7分鐘，屯門由謝思利達接應馬肇均的傳中球飛身頂入追平。但飛馬卻再次因李康廉在禁區內遭侵犯而獲得點球機會，伊達一射破網助飛馬擊敗對手全取3分。比賽其中一後插曲是伊達主射得手後對對方球迷作出挑釁行為，被對方球迷以10多個水樽作回應，令比賽需暫停約5分鐘。
經過亞運會後，港甲戰火再燃。飛馬於主場迎戰大中，卻創下主場最低入座率，只有360名球迷入場觀看賽事。比賽方面，飛馬上半場憑伊達先開紀錄，換邊後再由復出的蘇偉泉接應角球頂入，領先至2-0。雖然大中及後由基奧門前撞入追成較接近比數，但為時已晚，飛馬以2-1擊敗對手。
在對陣大中的比賽後的第3天，足總突然加插南華主場對飛馬的賽事，令飛馬陷入3天2賽的不利局面。此外，此戰乃前曼聯球星畢特為南華上陣的處子戰，為首次有前英超球星效力港甲球隊。雙方上半場南華先後有泰利·史高斯及畢特射門擊中門框彈出，未能先開紀錄。下半場伊達把握南華後防出錯先開紀錄，但畢特一記精彩的罰球完美地將李瀚灝擊敗，雙方打成1-1。雖然畢特於68分鐘射失十二碼，但補時階段一球精彩的長傳造就卡里祖接應鄭禮騫的傳球射入，令南華再次擊敗飛馬，領先積分榜。
由於元朗大球場的場地草地質素惡劣，飛馬主場迎戰晨曦的賽事被迫遷到小西灣運動場舉行。而飛馬此戰卻驚人地以0-4落敗。開賽僅9分鐘，施華衝頂破網為晨曦揭開大勝序幕。戰至32分鐘，卡爾衝頂，飛馬門將李瀚灝雖奮力撲救，但皮球已越過白界，上半場晨曦領先兩球。換邊後晨曦依舊控制大局，卡爾在60分鐘扭過蘇偉泉妙射入網，加上78分鐘後備入替的凌琮再下一城，晨曦大勝4-0完場。

### 第10至14輪
延續上場的問題，飛馬再次將比賽搬到小西灣運動場舉行，再次失去主場之利的飛馬再次負於大埔，季內3次遭遇皆負於對手。雖然飛馬全場處於主導，但遲遲都未能攻破對手大門。反而在85分鐘，大埔憑著杜瀚滔的入球，一球擊敗飛馬，令飛馬遭到3連敗。
經過聯賽盃的反彈後，飛馬繼續感受到勝利滋味。飛馬作客挑戰大中的比賽中，有從南華借用的卡里祖首度為球隊披甲。雖然其狀態及表現依然有待改善，但在73分鐘依然為球隊搏得十二碼，由伊達一踢破網。而飛馬亦憑著這一球擊敗大中，結束聯賽3連敗的局面。
中華台北足球代表隊的隊長陳柏良的加盟，大大增強了飛馬中場的控球能力。在飛馬造訪屯門的「西北打吡」中，飛馬憑著2位新加盟球員的入球，擊敗對手。先有卡里祖於28分鐘接應右路黎耀昌的傳球射入，射入加盟飛馬後的首球。而陳柏良在86分鐘亦把握對方中場周綽豐的失誤，首度披甲即射入一球，協助飛馬取得聯賽2連勝。
在出戰亞協盃前，飛馬卻尷尬地被四海流浪終止了4連勝的佳績。由於要備戰亞協盃，飛馬以大量副選上陣，包括何國泉等多名副選得到上陣的機會。飛馬上半場由伊達打破僵局後，下半場流浪卻由比圖把握何國泉出迎失誤射入空門追平。不僅如此，在流浪首次正選上陣的年輕門將曾文輝在自家禁區大腳送至前半場時，何國泉竟然判斷失誤，最終皮球「笠」過莫名其妙地跑前的何國泉入網。雖然及後陳銘剛以一球「世界波」追平，但曾文輝再次大腳傳送時再落在馬高遜的腳下，後者單刀輕鬆射入。最終回歸主場出戰的飛馬除了遭到一場尷尬的敗仗之外，還錄得最低入座人數，只有322人入場。
在出戰越南後，飛馬回到本地賽事後繼續有好表現。飛馬面對排列於榜首的傑志，先由李康廉接應卡里祖的傳送後在左路長途奔襲後射遠柱入網，為飛馬先問紀錄。雖然換邊後佐迪為傑志扳平，但及後再由伊達接應張健峰的傳中近門射入再度領先。卡里祖及李康廉的入球為飛馬奠定勝局，以4-1首次擊退對手。

### 第15至18輪
在足總盃大勝一仗後，飛馬再次打出令人失望的一仗。由於賽程緊密，因此教練陳曉明讓伊達、科夫和李康廉等主力休息。飛馬在32分鐘被陸志豪攻破大門後，高梵連過幾名後衛後硬闖禁區射入追平1-1完半場。下半場飛馬憑卡里祖及陳柏良的入球領先3-1。眼看即將取得勝利，對方前鋒巴利在臨完場前先後力壓賴文飛及鄧景煌射入追平，袁浚楠更於補時階段自破家門，飛馬戲劇性地以3-4落敗。
飛馬4天後又再出征，作客對已經篤定降班的港會，依然未有留手。上半場先由伊達建功領先，卡里祖其後在3分鐘內梅開二度，加上陳柏良勁射破網領先至4-0。雖然科夫完半場前自擺烏龍，但下半場後備入替僅3分鐘的梁子駿射入本賽季第1球又將比數拉開。即使盧耀洪接應角球頂入扳回一成，但港會依然大比數輸給比賽末段再由梁子駿建功的飛馬，繼續盤據聯賽榜末。
雖然南華及飛馬在下星期二均要出戰亞洲足協盃，但兩隊依然合演一場精彩的聯賽大戰。飛馬在38分鐘先由李康廉把握一次快速反擊的機會單刀射入，及後他再在一次半單刀機會，面對嚴重失位的南華門將張春暉竟然橫傳，最後被對手守衛解圍，埋下輸波伏線。下半場南華先由基士文射入扳平，再由徐德帥把握門前機會射入反先。雖然及後後備入替的黎耀昌扭過張春暉射入空門，但一分鐘後鄭禮騫把握飛馬門前出錯在混戰中射入，南華險勝3-2，繼續保持爭標機會。
在兩項盃賽接連出局後，飛馬只餘下對公民的聯賽煞科戰便完成本賽季的賽事。由於連場大雨，加上賽事無關痛癢，飛馬本季第三次打破最低入場人數，只有311名球迷入場觀看賽事。然而飛馬並沒有因此受到影響，反而憑卡里祖於65分鐘接應李康廉開出的角球近門頂入，協助飛馬一球小勝公民，以聯賽第三名完成本季所有賽事。

### 賽程表
| 2010年9月5日 1 | 天水圍飛馬 | 0 – 0 | 傑志                   | 香港, 元朗                                   |
| 20:00 HKT      | 利偉倫 36' | 報告  | 高文 26' · 劉全昆 90+' | 場館： 元朗大球場 入場人數： 1,397 ： 鮑世賢 |

| 2010年9月10日 2 | 天水圍飛馬                                              | 5 – 1 | 港會             | 香港, 元朗                                 |
| 20:00 HKT       | 高梵 14' 50' 88' · 賴文飛 66' · 李靈峰 76' · 李康廉 86' | 報告  | 費沙 67'（pen.） | 場館： 元朗大球場 入場人數： 488 ： 黃寶安 |

| 2010年9月18日 3 | 新界地產和富大埔                                             | 4 – 3 | 天水圍飛馬                                  | 香港, 大埔                                 |
| 15:00 HKT       | 李圳業 24' 45+' · 葉佳 31'（pen.） · 安基斯 44' · 郭詠燊 78' | 報告  | 高梵 2' 14' · 賴文飛 30' · 中村祐人 41' 80' | 場館： 大埔運動場 入場人數： 662 ： 廖國文 |

| 2010年9月23日 4 | 公民                                  | 0 – 4 | 天水圍飛馬                                                            | 香港, 小西灣                                 |
| 18:00 HKT       | 陳文俊 45+' · 艾里奧 46' · 羅振邦 77' | 報告  | 卓卓 3', 57' · 伊達 14' · 麥保美 32' · 黎耀昌 35' · 高梵 71' 87' 90+' | 場館： 小西灣運動場 入場人數： 395 ： 鮑世賢 |

| 2010年10月17日 5 | 四海流浪                                            | 1 – 2 | 天水圍飛馬              | 香港, 深水埗                                 |
| 16:00 HKT        | 馬高遜 26' 39' · 劉松偉 56' · 比圖 62' · 安澤武 84' | 報告  | 伊達 23' 61' · 高梵 86' | 場館： 深水埗運動場 入場人數： 775 ： 湯巨森 |

| 2010年10月24日 6 | 天水圍飛馬                                                                      | 2 – 1 | 屯門                                                                   | 香港, 元朗                                   |
| 18:00 HKT        | 伊達 32'（pen.） 82'（pen.） · 卓卓 39' · 高梵 44' · 中村祐人 45+' · 張健峰 75' | 報告  | 甄栢朗 31' · 張志豪 50', 81' · 謝思利達 52' · 周綽豐 70' · 梁國威 90+' | 場館： 元朗大球場 入場人數： 1,036 ： 黃志騰 |

| 2010年11月28日 7 | 天水圍飛馬                                          | 2 – 1 | 大中                                                | 香港, 元朗                                 |
| 15:00 HKT        | 蘇偉泉 5' 48' · 伊達 10' · 鄧景煌 78' · 黎耀昌 90+' | 報告  | 李恒滙 46' · 盧加路 58' · 基奧 67' 86' · 李英偉 79' | 場館： 元朗大球場 入場人數： 360 ： 吳超覺 |

| 2010年11月30日 8 | 南華                                             | 2 – 1 | 天水圍飛馬                                                  | 香港, 掃桿埔                                 |
| 20:15 HKT        | 艾維斯 39' · 畢特 64' · 梁振邦 67' · 卡里祖 90+' | 報告  | 伊達 52' · 卓卓 68' · 黎耀昌 87' · 張健峰 88' · 利偉倫 90+' | 場館： 香港大球場 入場人數： 8,253 ： 廖國文 |

| 2010年12月12日 9 | 天水圍飛馬 | 0 – 4 | 晨曦                                                      | 香港, 小西灣                                 |
| 18:00 HKT        | 李康廉 54' | 報告  | 施華 9' · 高尼路 22' · 卡爾 32' 60' · 李明 50' · 凌琮 78' | 場館： 小西灣運動場 入場人數： 183 ： 黃志騰 |

| 2010年12月19日 10 | 天水圍飛馬                                      | 0 – 1 | 新界地產和富大埔                     | 香港, 小西灣                                 |
| 20:00 HKT         | 李康廉 32' · 阮健文 53' · 利偉倫 87' · 高梵 88' | 報告  | 陳旭智 30' · 李圳業 60' · 杜瀚滔 85' | 場館： 小西灣運動場 入場人數： 500 ： 湯巨森 |

| 2011年1月20日 11 | 大中                                  | 0 – 1 | 天水圍飛馬                                          | 香港, 九龍灣                               |
| 20:00 HKT        | 張子鍵 75' · 鄭璟昊 76' · 盧俊傑 90+' | 報告  | 伊達 63' 73'（pen.） · 陸冠邦 67' · 阮健文 69', 81' | 場館： 九龍灣公園 入場人數： 163 ： 吳超覺 |

| 2011年1月30日 12 | 屯門                                    | 0 – 2 | 天水圍飛馬                                      | 香港, 屯門                                         |
| 15:00 HKT        | 黃志聰 14', 57' · 美亞 54' · 羅嘉樂 78' | 報告  | 伊達 16' · 卡里祖 28' · 鄧景煌 53' · 陳柏良 86' | 場館： 屯門鄧肇堅運動場 入場人數： 1,091 ： 廖國文 |

| 2011年2月19日 13 | 天水圍飛馬            | 2 – 3 | 四海流浪                                                     | 香港, 元朗                                 |
| 18:00 HKT        | 伊達 43' · 陳銘剛 68' | 報告  | 比圖 57' · 陳湛羲 65' · 基藍馬 66' · 曾文輝 67' · 馬高遜 71' | 場館： 元朗大球場 入場人數： 322 ： 程愛祖 |

| 2011年3月6日 14 | 傑志         | 1 – 4 | 天水圍飛馬                                                                  | 香港, 將軍澳                                   |
| 18:00 HKT       | 佐迪 58' 73' | 報告  | 李康廉 33' 87' · 麥保美 41' · 利偉倫 60' · 高梵 64' · 伊達 75' · 卡里祖 85' | 場館： 將軍澳運動場 入場人數： 1,035 ： 廖國文 |

| 2011年4月3日 15 | 晨曦                                          | 4 – 3 | 天水圍飛馬                         | 香港, 青衣                                 |
| 18:00 HKT       | 陸志豪 32' · 巴利 89' 90' · 袁浚楠 90+'（og） | 報告  | 高梵 36' · 卡里祖 64' · 陳柏良 86' | 場館： 青衣運動場 入場人數： 238 ： 湯巨森 |

| 2011年4月8日 16 | 港會                                   | 2 – 6 | 天水圍飛馬                                              | 香港, 跑馬地                                   |
| 20:00 HKT       | 科夫 39'（og） · 端迪 55' · 盧耀洪 69' | 報告  | 伊達 14' · 卡里祖 18' 21' · 陳柏良 36' · 梁子駿 48' 89' | 場館： 香港足球會球場 入場人數： 158 ： 湯巨森 |

| 2011年4月22日 17 | 天水圍飛馬                                       | 2 – 3 | 南華                                     | 香港, 元朗                                   |
| 15:00 HKT        | 梁子駿 6' · 利偉倫 29' · 李康廉 38' · 黎耀昌 82' | 報告  | 基士文 44' 58' · 徐德帥 73' · 鄭禮騫 83' | 場館： 元朗大球場 入場人數： 1,749 ： 吳超覺 |

| 2011年5月21日 18 | 天水圍飛馬 | 1 – 0 | 公民       | 香港, 元朗                                 |
| 15:00 HKT        | 卡里祖 65' | 報告  | 楊賜麟 48' | 場館： 元朗大球場 入場人數： 311 ： 湯巨森 |

### 積分榜
| 排名 | 球隊       | 賽 | 勝 | 平 | 負 | 得 | 失 | 差  | 分 |
| ---- | ---------- | -- | -- | -- | -- | -- | -- | --- | -- |
| 2    | 南華       | 18 | 14 | 1  | 3  | 41 | 19 | +22 | 43 |
| 3    | 天水圍飛馬 | 18 | 10 | 1  | 7  | 40 | 28 | +12 | 31 |
| 4    | 晨曦       | 18 | 8  | 3  | 7  | 36 | 32 | +4  | 27 |

## 高級組銀牌
飛馬於本年度第一項盃賽－－高級組銀牌賽半準決賽中坐鎮主場，迎戰大埔，上演本季第2次新界打吡。雙方實力旗鼓相當，飛馬以兩側攻勢為主，配合中路的伊達及高梵對對手展開猛攻。而大埔亦利用安基斯及安杜的快速反擊，頻頻威脅飛馬大門。戰至50分鐘，飛馬更有伊達左路起腳勁射中楣角彈出，但雙方最後互無紀錄需要加時作賽。加時賽中，大埔藉一次快速反擊，安杜盤過張健峰後傳中，李瀚灝欲將皮球沒收時「甩手」，安基斯門前輕鬆射入，飛馬亦因為此而飲恨出局。
| 2010年10月31日 R2 | 天水圍飛馬                         | 0 – 1 加時賽 | 新界地產和富大埔                               | 香港, 元朗                                   |
| 16:30 HKT         | 科夫 42' · 鄧景煌 112' · 伊達 118' | 報告         | 基頓 33' · 安杜 71' · 郭詠燊 79' · 安基斯 105' | 場館： 元朗大球場 入場人數： 1,502 ： 廖國文 |

## 聯賽盃
聯賽盃暫停一屆後復辦，飛馬第二圈面對四海流浪的挑戰。飛馬於24分鐘打開缺口，伊達接應李康廉左路的傳中近門撞入先開紀錄。9分鐘後，伊達在門前一輪混戰中施展頭鎚，皮球從高而落入網。加上高梵於上半場補時階段進球，助飛馬以3球領先。雖然下半場流浪憑基藍馬及馬高遜的入球追至2-3，仍然無阻飛馬晉身四強。
準決賽面對業餘球隊港會，賽前各方均預料飛馬將輕而易舉地挺進決賽。然而由於大雨的關係，飛馬並不能組織起有效的攻勢，反面港會不斷以快速反擊及高空攻勢威脅飛馬大門。最終在31分鐘終於憑後衛基斯的入球領先飛馬。飛馬雖然多次擊中門柱，但卻遲遲未能將攻勢化成入球。最後飛馬終於在87分鐘憑李康廉切入中路追射建功，將比賽帶入加時。加時階段飛馬由客串前鋒的後衛卓卓接應黎耀昌的傳中頂入致勝入球，令飛馬再次打入聯賽盃決賽。
雖然飛馬打入決賽，但由於高梵及卡里祖兩大鋒將分別因停賽及不合資格而缺陣，飛馬被逼以梁子駿擔正上陣。開賽僅11分鐘，球證吳佳林莫名其妙地給予南華一個罰球，畢特主射罰球破網，射入今季第二球，而這兩球均是面對飛馬時以罰球形式射入的。及後蘇沙在一輪門前混戰中射入，為南華擴大比數，南華半場領先2-0。下半場飛馬傾力反攻，先後換入陳柏良及卓卓加強攻力，但效果一般。雖然最後憑陳銘剛追回一球，但卻無法再取得入球。飛馬繼2009年聯賽盃決賽後，再次在這項賽事屈居亞軍。
| 2011年1月9日 R2 | 天水圍飛馬               | 3 – 2 | 四海流浪                             | 香港, 青衣                                   |
| 14:00 HKT       | 伊達 24' 33' · 高梵 45+' | 報告  | 基藍馬 48' · 馬高遜 75' · 葉志豪 88' | 場館： 青衣運動場 入場人數： 1,443 ： 吳超覺 |

| 2011年2月13日 Semi-Final | 天水圍飛馬                                      | 2 – 1 加時賽 | 港會                                          | 香港, 掃桿埔                                 |
| 14:00 HKT                | 陳銘剛 30' · 利偉倫 49' · 李康廉 87' · 卓卓 95' | 報告         | 基斯 31' · 德克 41' · 金寶 90+' · 積施利 114' | 場館： 香港大球場 入場人數： 4,562 ： 湯巨森 |

| 2011年3月27日 Final | 天水圍飛馬              | 1 – 2 | 南華                           | 香港, 元朗                                   |
| 15:00 HKT           | 李康廉 23' · 陳銘剛 78' | 報告  | 畢特 11' · 蘇沙 26' · 祖爾 54' | 場館： 元朗大球場 入場人數： 3,623 ： 吳佳林 |

## 足總盃
在失落聯賽盃寶座後，飛馬轉戰足總盃，並決心以此賽重振士氣。鋒線的進攻「鐵三角」，包括伊達、卡里祖及高梵對此作的賽果作出極關鍵的作用。比賽僅17分鐘，高梵先後力壓對手3名守衛遠柱射入，而4分鐘後伊達亦再接應卡里祖的傳球射入拉開比數至2-0。及後卡里祖在34分鐘將伊達的傳中球二傳，高梵門前輕鬆頂入，加上補時階段伊達罰球建功，飛馬以4-0的絕大優勢領先。下半場開賽僅2分鐘，高梵在盤球2名守衛後乘對方門將站位上的失誤射入，個人大演帽子戲法。李康廉隨後射入一球「世界波」，加上後備上陣的黎耀昌接應伊達右路傳中建功，領先至7-0。雖然最後鄭璟昊射入十二碼，但依然無阻飛馬取得本季最大勝仗，挺進足總盃準決賽。
在亞協盃出局後，飛馬收拾心情回到本地戰線，在足總盃對陣今埔對賽三戰全敗的大埔，力求重新振作。然而飛馬於32分鐘遭到打擊，安杜力壓蘇偉泉形成單刀姿態，再巧妙傳予後上的安基斯射入空門領先。雖然伊達接應陳柏良的傳球撞入追成平手，但完半場前基頓接應角球頂入，為大埔再次領先2-1完半場。下半場飛馬傾力反撲，終於在86分鐘得到一球十二碼並由伊達操刀射入，令比賽需要進入加時賽。雖然加時階段大埔有呂志興及陳旭智領紅被逐，但在加時上半場大埔後衛基頓再次在飛馬門前混戰中頂入，加上陳立明窄角度勁射入網，大埔以4-2擊敗飛馬殺入決賽。而飛馬接連在亞協盃及足總盃出局之餘，本季四戰大埔不勝，並於兩項賽事被對手「踢」出局。
| 2011年3月31日 R2 | 天水圍飛馬                                                                | 7 – 1 | 大中                                         | 香港, 小西灣                                   |
| 18:00 HKT        | 高梵 17' 34' 47' · 伊達 21' 45+' 84' · 科夫 43' · 李康廉 60' · 黎耀昌 73' | 報告  | 張子鍵 74' · 盧俊傑 82' · 鄭璟昊 86'（pen.） | 場館： 小西灣運動場 入場人數： 1,144 ： 黃寶安 |

| 2011年5月15日 Semi-Final | 天水圍飛馬                      | 2 – 4 加時賽 | 新界地產和富大埔                                                                                      | 香港, 掃桿埔                                 |
| 14:00 HKT                | 伊達 38' 86'（pen.） · 科夫 43' | 報告         | 安基斯 32' · 基頓 45+' 94' · 葉佳 78' · 呂志興 85', 97' · 陳旭智 98', 115' · 李圳業 99' · 陳立明 111' | 場館： 香港大球場 入場人數： 2,821 ： 吳佳林 |

## 亞協盃

### 分組賽
飛馬在2011年亞協盃直接參與分組賽。在2010年12月7日的抽籤後，飛馬被編在F組，同組有馬爾代夫聯賽冠軍VB體育會、越南盃冠軍乂安藍江、以及於亞冠外圍賽出局的印尼盃冠軍斯里維加亞。由於元朗大球場並不符合亞洲足協對球場的標準，飛馬將3場主場賽事安排至將軍澳運動場上演。
飛馬經過一輪舟車勞頓後，終於抵達球隊史上第一場亞洲賽舉行的地點榮市，挑戰乂安藍江。乂安藍江的主帥賽前揚言香港足球根本不及當地足球，誓言要痛宰飛馬。比賽至13分鐘，對方中場阮洪越一個略帶幸運性質的入球，令主隊領先一球完半場。但阮洪越於下半場卻因侵犯卡里祖而領第二面黃牌被逐，多打一人的飛馬漸漸取得主導權，最終飛馬在最後十分鐘憑伊達射入十二碼，以及後備上陣的卓卓再建奇功，以1-2擊退對手，取得球隊在亞洲賽首場勝仗。
飛馬於3月15日坐鎮上仗大勝傑志的將軍澳運動場，迎戰印尼盃冠軍斯里維加亞。開賽僅2分鐘，飛馬就被曾在港效力傑志及愉園的前鋒基夫突破越位窄位抽入，飛馬迅速落後。原本飛馬上半場有一個扳平的機會，但伊達主射的十二碼卻被對手撲出，飛馬半場落後1-0。下半場飛馬主動進攻，72分鐘科夫摌球後皮球向前，竟然落在卡里祖的腳下，後者冷靜單刀射入追成平手。及後飛馬全軍壓前，企圖一舉拿下對手，但補時階段卻被對手後衛杜斯山圖士一個30碼外罰球直射入網，飛馬最終1-2敗陣。
飛馬在第三輪作客馬爾代夫打出完美一仗，以5-3痛擊對手。卡里祖先於15分鐘，接應黎耀昌的傳中球迎頂破網，飛馬迅速取得主動權。在22分鐘再複製入球方程式，由卡里祖再次破網。僅2分鐘後，卡里祖獲得一個單刀機會，冷靜射成3-0。雖然隊長科夫在完半場前被逐，但在黎耀昌又攻入一球之下以4-0領先返回更衣室。下半場雖然僅3分鐘便被對手攻入1球，但卡里祖的罰球省中敵衛入網令比數再次拋離至5-1。即使及後VB體育會再攻入2球，但飛馬依然取得客場勝利，全取3分。
主場敗於南華後的飛馬再次踏上亞洲賽的征途，迎戰VB體育會。儘管隊長科夫停賽，但飛馬依然一如上場般佔盡優勢。先有伊達35分鐘接應黎耀昌開出的角球頂入。及後黎耀昌再次展現傳中實力，陳銘剛頭鎚遠處入網，飛馬領先2球入更衣室。戰至下半場飛馬雖然有伊達再次射失十二碼，但補時階段改以卡里祖主射則一針見血，飛馬3-0擊敗對手，晉級機會高唱入雲。
然而，最後兩仗的結果均令飛馬的支持者相當失望。飛馬主場對陣乂安藍江的賽事中雖然有卡里祖上半場射入十二碼領先1-0完上半場，以及在下半場面對直門射入，然而飛馬的後防卻在下半場多次犯下大錯，令球隊兩度領先下兩度被追平，更在補時階段被對手射入罰球，令飛馬以2-3倒灶落敗。
至於小組賽最後一場作客印尼，飛馬只需要賽和對手便可以出線。雖然飛馬先有黎耀昌於上半場30分鐘射入，形勢大好。但是後防繼上場賽事後再次犯錯，令球隊由領先變成落後，鄧景煌更加領紅被逐。李康廉的入球一度令飛馬起死回生，但門將李瀚灝的失誤終令飛馬落敗，在最後兩戰只需要獲得1分便可以出線的情況下，兩負完成本屆亞協盃賽事。
| 隊伍       | 賽 | 勝 | 和 | 負 | 得 | 失 | 差 | 分 |
| ---------- | -- | -- | -- | -- | -- | -- | -- | -- |
| 乂安藍江   | 6  | 4  | 0  | 2  | 16 | 10 | +6 | 12 |
| 斯里維加亞 | 6  | 3  | 1  | 2  | 9  | 11 | -2 | 10 |
| 天水圍飛馬 | 6  | 3  | 0  | 3  | 15 | 12 | +3 | 9  |
| VB體育會   | 6  | 1  | 1  | 4  | 9  | 16 | -7 | 4  |

|            | 香港  | 马尔代夫 | 越南  | 印度尼西亚 |
| ---------- | ----- | -------- | ----- | ---------- |
| 天水圍飛馬 | –     | 3 – 0    | 2 – 3 | 1 – 2      |
| VB體育會   | 3 – 5 | –        | 1 – 3 | 2 – 0      |
| 乂安藍江   | 1 – 2 | 4 – 2    | –     | 4 – 0      |
| 斯里維加亞 | 3 – 2 | 1 – 1    | 3 – 1 | –          |

| 2011年3月1日 1 | 乂安藍江                         | 1 – 2    | 天水圍飛馬                                                                       | 越南, 榮市                                                        |
| 16:00 UTC+7    | 阮洪越 13' 62', 64' · 阮國漢 55' | AFC 報告 | 李康廉 33' · 張健峰 39' · 陳銘剛 76' · 伊達 82'（pen.） · 卓卓 84' · 鄧景煌 90+' | 場館： 榮市體育場 入場人數： 5,000 ： Mohd Nafeez Bin Abdul Wahab |

| 2011年3月15日 2 | 天水圍飛馬                                         | 1 – 2              | 斯里維加亞                                                                        | 香港, 將軍澳                                    |
| 20:00 HKT       | 鄧景煌 48' · 張健峰 58' · 卡里祖 72' · 蘇偉泉 90+' | AFC 報告 HKFA 報告 | 基夫 2' · 洛天舒奴 16' · 加圖斯 44' · 蘭迪 45+' · 杜斯山圖士 90+' · 阿利辛迪 90+' | 場館： 將軍澳運動場 入場人數： 1,385 ： Win Cho |

| 2011年4月13日 3 | VB體育會 | 3 – 5    | 天水圍飛馬                                                                                 | 馬爾代夫, 馬累                                           |
| 16:00 UTC+5     | Mohamed Arif 36', 49' · 文沙利 48'（pen.） · 卡森 67' · 艾殊 85' · Douglas Da Santos 87' · 伊斯美 87' · 伊沙 90+' | AFC 報告 | 卡里祖 15' 22' 24' · 黎耀昌 43' · 科夫 39', 45' · 利偉倫 48' · 漢尼夫 50'（og） · 卓卓 55' | 場館： 國家體育場 入場人數： 1,500 ： Ali M H M T Shaban |

| 2011年4月26日 4 | 天水圍飛馬                                                | 3 – 0              | VB體育會                                 | 香港, 將軍澳                                           |
| 20:00 HKT       | 伊達 35' · 陳銘剛 45+' · 蘇偉泉 70' · 卡里祖 90+'（pen.） | AFC 報告 HKFA 報告 | 阿里 15' · 馬高斯·斯華 89' · 森馬爾 90+' | 場館： 將軍澳運動場 入場人數： 1,005 ： Kim Jong Hyeok |

| 2011年5月4日 5 | 天水圍飛馬                                                   | 2 – 3              | 乂安藍江                                                                        | 香港, 將軍澳                                                          |
| 20:00 HKT      | 科夫 12' · 卡里祖 35'（pen.） 75' · 李瀚灝 45+' · 鄧景煌 86' | AFC 報告 HKFA 報告 | 潘需述 1' 45+'（pen.） · 謝文 3' · 陳俊漢 17', 65' · 吳煌盛 79' 90+' · 拜恩 84' | 場館： 將軍澳運動場 入場人數： 913 ： Mohammed Abdulla Hassan Mohamed |

| 2011年5月11日 6 | 斯里維加亞                                                                | 3 – 2 | 天水圍飛馬                                             | 印尼, 巨港                                                      |
| 15:30 UTC+7     | 加圖斯 24' · MUHAMMAD RIDWAN 26' · 基夫 34' 36' · 舒柏迪 59' · 拿舒特 88' |       | 陳銘剛 15' · 黎耀昌 30' · 鄧景煌 32', 66' · 李康廉 75' | 場館： 格羅拉斯里維加亞體育場 入場人數： 15,000 ： Singh Pratap |

## 球會

### 球員名單
*：亞協盃23人名單
| 編號 | 国籍     | 球員名字        | 出生日期       | 加盟年份 | 前屬球會   |
| 門將 | 門將     | 門將            | 門將           | 門將     | 門將       |
| ---- | -------- | --------------- | -------------- | -------- | ---------- |
| 1*   | 香港     | 李瀚灝          | 1986年7月14日  | 2010年   | 大埔       |
| 22*  | 香港     | 袁皓俊          | 1995年7月19日  | 2010年   | 元朗       |
| 23   | 香港     | 梁卓長          | 1965年2月22日  | 2008年   | 愉園       |
| 33*  | 香港     | 何國泉          | 1977年2月20日  | 2010年   | 南華       |
| 後衛 |          |                 |                |          |            |
| 2*   | 香港     | 利偉倫          | 1981年3月7日   | 2010年   | 南華       |
| 3*   | 香港     | 卓卓            | 1978年9月21日  | 2010年   | 南華       |
| 4*   | 香港     | 鄧景煌          | 1985年1月24日  | 2008年   | 南華       |
| 5*   | 加纳     | 科夫（隊長）    | 1979年6月25日  | 2008年   | 寶路華流浪 |
| 6*   | 香港     | 陸冠邦          | 1978年8月1日   | 2008年   | 傑志       |
| 13*  | 香港     | 張健峰          | 1984年1月1日   | 2008年   | 傑志       |
| 19*  | 香港     | 袁浚楠          | 1991年5月24日  | 2010年   | 元朗       |
| 21*  | 香港     | 賴文飛          | 1988年12月10日 | 2008年   | 南華       |
| 25*  | 香港     | 蘇偉泉          | 1988年3月26日  | 2010年   | 晨曦       |
| 中場 |          |                 |                |          |            |
| 7*   | 中華臺北 | 陳柏良          | 1988年8月11日  | 2011年   | 台電       |
| 8    | 香港     | 楊正光          | 1976年5月7日   | 2008年   | 南華       |
| 10   | 喀麦隆   | 麥保美          | 1986年8月29日  | 2008年   | 彭巴體育會 |
| 11*  | 巴西     | 伊達 （副隊長） | 1980年7月8日   | 2008年   | 南華       |
| 14*  | 香港     | 陳銘剛          | 1985年7月1日   | 2010年   | 愉園       |
| 15*  | 香港     | 阮健文          | 1989年1月19日  | 2008年   | 華家堡     |
| 17*  | 香港     | 李康廉          | 1983年9月29日  | 2009年   | 大埔       |
| 26*  | 香港     | 黎耀昌          | 1988年9月25日  | 2009年   | 四海       |
| 32*  | 香港     | 梁倬軒          | 1987年11月25日 | 2011年   | 南華       |
| 前鋒 |          |                 |                |          |            |
| 7    | 日本     | 中村祐人        | 1987年1月23日  | 2010年   | 樸迪文尼斯 |
| 9*   | 香港     | 梁子駿          | 1985年5月19日  | 2009年   | 淦源       |
| 16*  | 香港     | 李靈峰          | 1986年1月3日   | 2009年   | 南華       |
| 18*  | 香港     | 高俊            | 1990年1月1日   | 2010年   | 南區       |
| 20   | 加纳     | 高梵            | 1985年3月11日  | 2010年   | 愉園       |
| 28*  | 巴西     | 卡里祖          | 1985年9月3日   | 2011年   | 南華       |

### 球會教練團及管理職員
| 職位       | 國籍 | 姓名   |
| ---------- | ---- | ------ |
| 會長       | 香港 | 王威信 |
| 總教練     | 香港 | 陳曉明 |
| 副領隊     | 香港 | 盧冠銘 |
| 助理教練   | 香港 | 岑國培 |
| 青訓總監   | 香港 | 岑國培 |
| 助理教練   | 香港 | 楊正光 |
| 青訓教練   | 香港 | 楊正光 |
| 守門員教練 | 香港 | 梁卓長 |
| 青訓教練   | 香港 | 梁卓長 |
| 數據分析員 | 香港 | 陳婉婷 |
| 青訓教練   | 香港 | 朱漢彬 |
| 青訓教練   | 香港 | 袁志明 |
| 青訓教練   | 香港 | 楊達文 |
| 青訓教練   | 香港 | 楊達武 |
| 青訓教練   | 香港 | 張健峰 |

### 球衣
球衣製造商：Adidas
球衣廣告商：PlayStation 3
| 主場球衣 | 客場球衣 |

### 主場球場
| 場地 | 元朗大球場                                     | 將軍澳運動場         | 小西灣運動場      |
| 位置 | 元朗區元朗市中心                               | 西貢區將軍澳         | 東區小西灣        |
| 時間 | 2010年9月至2011年6月                           | 2011年3月至2011年6月 | 2010年12月        |
| 容量 | 4,932                                          | 3,500                | 11,891            |
| 照片 |                                                |                      |                   |
| 備註 | 聯賽第9及10輪因場地惡劣而改到 小西灣運動場舉行 | 亞協盃時使用         | 只有聯賽第9及10輪 |

### 贊助
| - 主贊助商 - PlayStation 3 - 官方指定健康營養飲品 - 白蘭氏 - 官方合作網站 - 雅虎 - 官方印刷品贊助 - 咭片皇 - 特別贊助 - 榮華餅家 | - 官方球衣製造商 - Adidas - 官方贊助 - 博美娛樂 - 官方指定髮型設計 - Hair Corner （页面存档备份，存于） （页面存档备份，存于） - 特別鳴謝 - Jockey International |

## 數據

### 所有賽事統計
數據截至2011年5月15日
| 比賽場次                 | 30 場（18場港甲、1場高級組銀牌、3場聯賽盃、2場足總盃、6場亞協盃）        |
| 勝仗場次                 | 16 場（10場港甲、2場聯賽盃、1場足總盃、3場亞協盃）                       |
| 和仗場次                 | 1 場（1場港甲）                                                          |
| 負仗場次                 | 13 場（7場港甲、1場高級組銀牌、1場聯賽盃、1場足總盃、3場亞協盃）         |
| 總入球                   | 70 球                                                                    |
| 總失球                   | 52 球                                                                    |
| 球差                     | +18                                                                      |
| 黃牌                     | 64                                                                       |
| 紅牌                     | 4                                                                        |
| 最差紀律球員             | 鄧景煌 （6 張 , 1 張 ）                                                  |
| 最大勝仗                 | 7-1 (中) v 大中 - 足總盃 - 2011.3.31                                     |
| 最大敗仗                 | 0-4 (中) v 晨曦 - 港甲 - 2010.12.12                                      |
| 主場最高入場人數         | 3,623人（2011年3月27日對南華）                                           |
| 主場最低入場人數         | 311人（2011年5月21日對公民）                                             |
| 主場平均入場人數         | 809人                                                                    |
| 最長連續勝利（聯賽）     | 4場 （2010年9月23日至2010年11月28日）                                    |
| 最長連續勝利（所有比賽） | 4場 （2011年1月9日至2011年2月13日）                                      |
| 最長連續不敗（聯賽）     | 4場（2010年9月23日至2010年11月28日）                                     |
| 最長連續不敗（所有比賽） | 4場（2011年1月9日至2011年2月13日）                                       |
| 最長連續落敗（聯賽）     | 3場（2010年11月30日至2010年12月19日）                                    |
| 最長連續落敗（所有比賽） | 3場（2010年11月30日至2010年12月19日） 3場（2011年5月4日至2011年5月15日） |
| 上陣次數最多             | 伊達 （28場正選，2場後備）                                               |
| 神射手                   | 伊達 （19球）                                                            |

### 各項比賽成績
| 賽事       | 最後成績   | 賽 | 勝 | 和 | 負 | 得 | 失 | 差  |
| ---------- | ---------- | -- | -- | -- | -- | -- | -- | --- |
| 聯賽       | 季軍       | 18 | 10 | 1  | 7  | 41 | 29 | +12 |
| 高級組銀牌 | 八強       | 1  | 0  | 0  | 1  | 0  | 1  | -1  |
| 聯賽盃     | 亞軍       | 3  | 2  | 0  | 1  | 6  | 5  | +1  |
| 足總盃     | 四強       | 2  | 1  | 0  | 1  | 9  | 5  | +4  |
| 亞協盃     | 分組賽出局 | 6  | 3  | 0  | 3  | 15 | 12 | +3  |

### 正選陣式
數據截至2011年5月21日，以下列表根據飛馬在2010/11賽季所有正式比賽所統計出的正選陣式次數，包括港甲、高級組銀牌、聯賽盃、足總盃及亞協盃。
| 次數 | 陣式      | 比賽 | 比賽     | 比賽   | 比賽   | 比賽   |
| 次數 | 陣式      | 港甲 | 高級銀牌 | 聯賽盃 | 足總盃 | 亞協盃 |
| ---- | --------- | ---- | -------- | ------ | ------ | ------ |
| 22   | 4 - 5 - 1 | 12   | 1        | 3      | 0      | 6      |
| 8    | 4 - 4 - 2 | 6    | 0        | 0      | 2      | 0      |

### 正選陣容
| \| 號碼 \| 位置 \| 國家 \| 球員 \| 首发次數 \| 註釋 \| \| ---- \| ---- \| ---- \| ------ \| -------- \| ---------- \| \| 1 \| GK \| HK \| 李瀚灝 \| 26 \| 何國泉(4) \| \| 2 \| RB \| HK \| 利偉倫 \| 25 \| 陸冠邦(17) \| \| 4 \| CB \| HK \| 鄧景煌 \| 24 \| 卓卓(15) \| \| 5 \| CB \| GHA \| 科夫 \| 26 \| 蘇偉泉(19) \| \| 13 \| LB \| HK \| 張健峰 \| 24 \| 袁浚楠(3) \| \| 7 \| CM \| TPE \| 陳柏良 \| 16 \| 麥保美(20) \| \| 14 \| CM \| HK \| 陳銘剛 \| 26 \| 阮健文(14) \| \| 26 \| RM \| HK \| 黎耀昌 \| 26 \| 梁子駿(18) \| \| 17 \| LM \| HK \| 李康廉 \| 28 \| 梁倬軒(3) \| \| 11 \| AM \| BRA \| 伊達 \| 30 \| 楊正光(1) \| \| 28 \| FW \| BRA \| 卡里祖 \| 15 \| 高梵(21) \| | 4–5–1 陣式 李瀚灝 利偉倫 鄧景煌 科夫(C) 張健峰 陳柏良 陳銘剛 伊達 李康廉 卡里祖 黎耀昌 |      |        |          |            |
| 號碼 | 位置                                                                                   | 國家 | 球員   | 首发次數 | 註釋       |
| 1 | GK                                                                                     | HK   | 李瀚灝 | 26       | 何國泉(4)  |
| 2 | RB                                                                                     | HK   | 利偉倫 | 25       | 陸冠邦(17) |
| 4 | CB                                                                                     | HK   | 鄧景煌 | 24       | 卓卓(15)   |
| 5 | CB                                                                                     | GHA  | 科夫   | 26       | 蘇偉泉(19) |
| 13 | LB                                                                                     | HK   | 張健峰 | 24       | 袁浚楠(3)  |
| 7 | CM                                                                                     | TPE  | 陳柏良 | 16       | 麥保美(20) |
| 14 | CM                                                                                     | HK   | 陳銘剛 | 26       | 阮健文(14) |
| 26 | RM                                                                                     | HK   | 黎耀昌 | 26       | 梁子駿(18) |
| 17 | LM                                                                                     | HK   | 李康廉 | 28       | 梁倬軒(3)  |
| 11 | AM                                                                                     | BRA  | 伊達   | 30       | 楊正光(1)  |
| 28 | FW                                                                                     | BRA  | 卡里祖 | 15       | 高梵(21)   |

最後更新：2011年5月21日
來源: 正選陣式 及 球員統計.

以上最佳十一人是根據球隊在本個賽季所有賽事中最常用的陣式，

以及在各個位置挑選正選上陣次數最多的球員。

### 隊長
數據截至2011年5月21日，以下列表根據香港足總網站球賽結果的正選隊長記錄所統計出，包括所有香港足總在2010年至2011年賽季有所記錄的飛馬的比賽。
| 日期                 | 隊長 | 號碼 | 位置 | 副隊長 | 號碼 | 位置 |
| 2010年8月至2011年7月 | 科夫 | 6    | 後衛 | 伊達   | 11   | 中場 |

### 上陣及入球次數
| 號碼 | 位置 | 名字     | 港甲 | 港甲 | 高級銀牌 | 高級銀牌 | 聯賽盃 | 聯賽盃 | 足總盃 | 足總盃 | 亞協盃 | 亞協盃 | 合計 | 合計 | 合計 |
| 號碼 | 位置 | 名字     | 出賽 | 入球 | 出賽     | 入球     | 出賽   | 入球   | 出賽   | 入球   | 出賽   | 入球   | 正選 | 出賽 | 入球 |
| ---- | ---- | -------- | ---- | ---- | -------- | -------- | ------ | ------ | ------ | ------ | ------ | ------ | ---- | ---- | ---- |
| 1    | 門將 | 李瀚灝   | 14   | 0    | 1        | 0        | 3      | 0      | 2      | 0      | 6      | 0      | 26   | 26   | 0    |
| 2    | 後衛 | 利偉倫   | 14   | 0    | 1        | 0        | 2      | 0      | 2      | 0      | 6      | 0      | 25   | 25   | 0    |
| 3    | 後衛 | 卓卓     | 7    | 0    | 0        | 0        | 3      | 1      | 0      | 0      | 5      | 1      | 3    | 15   | 2    |
| 4    | 後衛 | 鄧景煌   | 13   | 0    | 1        | 0        | 3      | 0      | 2      | 0      | 5      | 0      | 22   | 24   | 0    |
| 5    | 後衛 | 科夫     | 15   | 0    | 1        | 0        | 3      | 0      | 2      | 0      | 5      | 0      | 26   | 26   | 0    |
| 6    | 後衛 | 陸冠邦   | 10   | 0    | 0        | 0        | 3      | 0      | 0      | 0      | 4      | 0      | 9    | 17   | 0    |
| 7    | 前鋒 | 中村祐人 | 4    | 1    | 1        | 0        | -      | -      | -      | -      | -      | -      | 4    | 5    | 1    |
| 7    | 中場 | 陳柏良   | 7    | 3    | -        | -        | 1      | 0      | 2      | 0      | 6      | 0      | 12   | 16   | 3    |
| 8    | 中場 | 楊正光   | 0    | 0    | 1        | 0        | 0      | 0      | 0      | 0      | -      | -      | 0    | 1    | 0    |
| 9    | 前鋒 | 梁子駿   | 11   | 2    | 1        | 0        | 2      | 0      | 0      | 0      | 4      | 0      | 10   | 18   | 2    |
| 10   | 中場 | 麥保美   | 15   | 0    | 1        | 0        | 3      | 0      | 1      | 0      | -      | -      | 16   | 20   | 0    |
| 11   | 中場 | 伊達     | 18   | 11   | 1        | 0        | 3      | 2      | 2      | 4      | 6      | 2      | 28   | 30   | 19   |
| 13   | 後衛 | 張健峰   | 14   | 0    | 1        | 0        | 3      | 0      | 1      | 0      | 5      | 0      | 22   | 24   | 0    |
| 14   | 中場 | 陳銘剛   | 15   | 1    | 0        | 0        | 3      | 1      | 2      | 0      | 6      | 1      | 20   | 26   | 3    |
| 15   | 中場 | 阮健文   | 11   | 0    | 1        | 0        | 0      | 0      | 1      | 0      | 1      | 0      | 8    | 14   | 0    |
| 16   | 前鋒 | 李靈峰   | 5    | 1    | 0        | 0        | 0      | 0      | 0      | 0      | 0      | 0      | 0    | 5    | 1    |
| 17   | 中場 | 李康廉   | 16   | 4    | 1        | 0        | 3      | 1      | 2      | 1      | 6      | 1      | 25   | 28   | 7    |
| 18   | 前鋒 | 高俊     | 0    | 0    | 0        | 0        | 0      | 0      | 0      | 0      | 0      | 0      | 0    | 0    | 0    |
| 19   | 後衛 | 袁浚楠   | 2    | 0    | 0        | 0        | 0      | 0      | 1      | 0      | 0      | 0      | 1    | 3    | 0    |
| 20   | 前鋒 | 高梵     | 16   | 9    | 1        | 0        | 2      | 1      | 2      | 3      | -      | -      | 17   | 21   | 13   |
| 21   | 後衛 | 賴文飛   | 3    | 0    | 0        | 0        | 0      | 0      | 0      | 0      | 0      | 0      | 2    | 3    | 0    |
| 22   | 門將 | 袁皓俊   | 0    | 0    | 0        | 0        | 0      | 0      | 0      | 0      | 0      | 0      | 0    | 0    | 0    |
| 25   | 中場 | 蘇偉泉   | 11   | 1    | 0        | 0        | 2      | 0      | 2      | 0      | 4      | 0      | 14   | 19   | 1    |
| 26   | 中場 | 黎耀昌   | 14   | 1    | 1        | 0        | 3      | 0      | 2      | 1      | 6      | 2      | 21   | 26   | 4    |
| 28   | 前鋒 | 卡里祖   | 7    | 6    | -        | -        | -      | -      | 2      | 0      | 6      | 7      | 15   | 15   | 13   |
| 32   | 中場 | 梁倬軒   | 2    | 0    | -        | -        | -      | -      | 0      | 0      | 2      | 0      | 1    | 3    | 0    |
| 33   | 門將 | 何國泉   | 4    | 0    | 0        | 0        | 0      | 0      | 0      | 0      | 0      | 0      | 4    | 4    | 0    |

截至2011年5月21日

### 紀律
更新至2011年5月21日。
| 球員     | 號碼 | 位置 | 港甲 | 港甲 | 高級銀牌 | 高級銀牌 | 聯賽盃 | 聯賽盃 | 足總盃 | 足總盃 | 亞協盃 | 亞協盃 | 總數 | 總數 |
| 球員     | 號碼 | 位置 | 黃牌 | 離場 | 黃牌     | 離場     | 黃牌   | 離場   | 黃牌   | 離場   | 黃牌   | 離場   | 黃牌 | 離場 |
| 李瀚灝   | 1    | 門將 | -    | -    | -        | -        | -      | -      | -      | -      | 1      | 0      | 1    | 0    |
| 利偉倫   | 2    | 後衛 | 5    | 0    | -        | -        | 1      | 0      | -      | -      | 1      | 0      | 7    | 0    |
| 卓卓     | 3    | 後衛 | 4    | 1    | -        | -        | -      | -      | -      | -      | 1      | 0      | 5    | 1    |
| 鄧景煌   | 4    | 後衛 | 2    | 0    | 1        | 0        | -      | -      | -      | -      | 5      | 1      | 8    | 1    |
| 科夫     | 5    | 後衛 | -    | -    | 1        | 0        | -      | -      | 2      | 0      | 3      | 1      | 6    | 1    |
| 陸冠邦   | 6    | 後衛 | 1    | 0    | -        | -        | -      | -      | -      | -      | -      | -      | 1    | 0    |
| 中村祐人 | 7    | 前鋒 | 2    | 0    | -        | -        | -      | -      | -      | -      | -      | -      | 2    | 0    |
| 梁子駿   | 9    | 前鋒 | 1    | 0    | -        | -        | -      | -      | -      | -      | -      | -      | 1    | 0    |
| 麥保美   | 10   | 中場 | 2    | 0    | -        | -        | -      | -      | -      | -      | -      | -      | 2    | 0    |
| 伊達     | 11   | 中場 | 2    | 0    | 1        | 0        | -      | -      | 1      | 0      | -      | -      | 4    | 0    |
| 張健峰   | 13   | 後衛 | 2    | 0    | -        | -        | -      | -      | -      | -      | 2      | 0      | 4    | 0    |
| 陳銘剛   | 14   | 中場 | -    | -    | -        | -        | 1      | 0      | -      | -      | 2      | 0      | 3    | 0    |
| 阮健文   | 15   | 中場 | 3    | 1    | -        | -        | -      | -      | -      | -      | -      | -      | 3    | 1    |
| 李康廉   | 17   | 中場 | 2    | 0    | -        | -        | 1      | 0      | -      | -      | 1      | 0      | 4    | 0    |
| 高梵     | 20   | 前鋒 | 4    | 0    | -        | -        | -      | -      | -      | -      | -      | -      | 4    | 0    |
| 賴文飛   | 21   | 後衛 | 2    | 0    | -        | -        | -      | -      | -      | -      | -      | -      | 2    | 0    |
| 蘇偉泉   | 25   | 後衛 | 1    | 0    | -        | -        | -      | -      | -      | -      | 2      | 0      | 3    | 0    |
| 黎耀昌   | 26   | 中場 | 3    | 0    | -        | -        | -      | -      | -      | -      | -      | -      | 3    | 0    |

### 神射手
數據更新至2011年5月21日
| 排名 | 球員     | 號碼 | 港甲 | 高級銀牌 | 聯賽盃 | 足總盃 | 亞協盃 | 總入球 |
| ---- | -------- | ---- | ---- | -------- | ------ | ------ | ------ | ------ |
| 1    | 伊達     | 11   | 11   | 0        | 2      | 4      | 2      | 19     |
| 2    | 高梵     | 20   | 9    | 0        | 1      | 3      | 0      | 13     |
| 2    | 卡里祖   | 28   | 6    | 0        | 0      | 0      | 7      | 13     |
| 4    | 李康廉   | 17   | 4    | 0        | 1      | 1      | 1      | 7      |
| 5    | 黎耀昌   | 26   | 1    | 0        | 0      | 1      | 2      | 4      |
| 6    | 陳柏良   | 7    | 3    | 0        | 0      | 0      | 0      | 3      |
| 6    | 陳銘剛   | 14   | 1    | 0        | 1      | 0      | 1      | 3      |
| 8    | 卓卓     | 3    | 0    | 0        | 1      | 0      | 1      | 2      |
| 8    | 梁子駿   | 9    | 2    | 0        | 0      | 0      | 0      | 2      |
| 10   | 中村祐人 | 7    | 1    | 0        | 0      | 0      | 0      | 1      |
| 10   | 李靈峰   | 16   | 1    | 0        | 0      | 0      | 0      | 1      |
| 10   | 蘇偉泉   | 25   | 1    | 0        | 0      | 0      | 0      | 1      |

## 個人榮譽
| 球員   | 獎項                                |
| ------ | ----------------------------------- |
| 伊達   | 2010/11年香港足球明星選舉最佳十一人 |
| 李康廉 | 2010/11年香港足球明星選舉最佳十一人 |

## 轉會

### 加盟
| 名稱     | 年齡 | 位置 | 號碼 | 國籍     | 前球會           | 方式 | 轉會窗     | 備註                   |
| -------- | ---- | ---- | ---- | -------- | ---------------- | ---- | ---------- | ---------------------- |
| 李瀚灝   | 23   | 門將 | 1    | 香港     | 新界地產和富大埔 | 轉會 | 夏季轉會窗 | （页面存档备份，存于） |
| 中村祐人 | 23   | 前鋒 | 7    | 日本     | 樸迪文尼斯       | 轉會 | 夏季轉會窗 | [ ]                    |
| 高梵     | 25   | 前鋒 | 20   |          | 愉園             | 轉會 | 夏季轉會窗 | [ ]                    |
| 何國泉   | 33   | 門將 | 33   | 香港     | 南華             | 轉會 | 夏季轉會窗 |                        |
| 卓卓     | 31   | 後衛 | 3    | 香港     | 南華             | 轉會 | 夏季轉會窗 |                        |
| 利偉倫   | 29   | 後衛 | 2    | 香港     | 南華             | 轉會 | 夏季轉會窗 |                        |
| 蘇偉泉   | 22   | 後衛 | 25   | 香港     | 晨曦             | 轉會 | 夏季轉會窗 |                        |
| 袁浚楠   | 19   | 後衛 | 19   | 香港     | 元朗             | 提升 | 夏季轉會窗 |                        |
| 陳銘剛   | 25   | 中場 | 14   | 香港     | 愉園             | 轉會 | 夏季轉會窗 |                        |
| 高俊     | 20   | 前鋒 | 18   | 香港     | 南區             | 轉會 | 夏季轉會窗 |                        |
| 袁皓俊   | 15   | 門將 | 22   | 香港     | 元朗             | 提升 | 夏季轉會窗 |                        |
| 卡里祖   | 25   | 前鋒 | 28   | 巴西     | 南華             | 借用 | 冬季轉會窗 | [ ]                    |
| 陳柏良   | 22   | 中場 | 7    | 中華臺北 | 台電             | 轉會 | 冬季轉會窗 |                        |
| 梁倬軒   | 23   | 中場 | 32   | 香港     | 南華             | 借用 | 冬季轉會窗 | [ ]                    |

### 離隊
| 名稱     | 年齡 | 位置 | 號碼 | 國籍 | 加盟球會 | 方式 | 轉會窗     | 備註 |
| -------- | ---- | ---- | ---- | ---- | -------- | ---- | ---------- | ---- |
| 葉鴻輝   | 20   | 門將 | 1    | 香港 | 南華     | 轉會 | 夏季轉會窗 |      |
| 劉念溢   | 20   | 後衛 | 3    | 香港 | 南華     | 轉會 | 夏季轉會窗 |      |
| 馬田斯   | 30   | 後衛 | 2    | 巴西 | 自由身   | 約滿 | 夏季轉會窗 |      |
| 馬里奧   | 30   | 前鋒 | 32   | 巴西 | 自由身   | 約滿 | 夏季轉會窗 |      |
| 黎志星   | 24   | 前鋒 | 18   | 中國 | 自由身   | 約滿 | 夏季轉會窗 |      |
| 李健     | 24   | 門將 | 23   | 香港 | 傑志     | 轉會 | 夏季轉會窗 |      |
| 林顯誠   | 19   | 中場 | 19   | 香港 | 自由身   | 約滿 | 夏季轉會窗 |      |
| 中村祐人 | 23   | 前鋒 | 7    | 日本 | 自由身   | 解約 |            |      |

## 外部連結
- 天水圍飛馬官方網站
- 天水圍飛馬官方網誌 （页面存档备份，存于）